# Okręg Buzău
Buzău – okręg w południowej Rumunii (Wołoszczyzna), ze stolicą w mieście Buzău. Okręg ma powierzchnię 6103 km² i w 2011 r. liczył 451 069 mieszkańców, gęstość zaludnienia 73,9 os./km².

## Struktura narodowościowa
Według spisu ludności z roku 2011 okręg Buzău zamieszkiwały następujące narodowości:
- Rumuni - 90,7%
- Romowie - 4,5%
- Węgrzy - 0,018%
- Turcy - 0,012%
- Włosi - 0,009%
- Chińczycy - 0,007%
- Niemcy - 0,004%
- Rosjanie - 0,003%
- Grecy - 0,002%
- Ukraińcy - 0,002%

## Miasta
- Buzău
- Nehoiu
- Pătârlagele
- Pogoanele
- Rymnik

## Atrakcje turystyczne
- Wulkany błotne w Berce – największe w Europie wulkany błotne, ok. 20 km na północ od Buzău
- babic – lokalna odmiana salami